# Крайні точки Португалії
Це список крайніх точок Португалії.

## Крайні точки

### Вся територія країни
- Північна точка — біля селища Севіде (Cevide) муніципалітету Мелгасу округу Віана-ду-Каштелу (42°06′ пн. ш. 08°15′ зх. д. / 42.100° пн. ш. 8.250° зх. д.)
- Південна точка — на острові Бужіу (Острови Селваженьш), автономний регіон Мадейра (32°28′ пн. ш. 16°30′ зх. д. / 32.467° пн. ш. 16.500° зх. д.)
- Західна точка — острів Моншикі, Азорські острови (39°40′ пн. ш. 31°17′ зх. д. / 39.667° пн. ш. 31.283° зх. д.)
- Східна точка — селище Парадела (Paradela) муніципалітету Міранда-ду-Дору округу Браґанса (41°35′ пн. ш. 06°11′ зх. д. / 41.583° пн. ш. 6.183° зх. д.)
- Найвища точка — Гора Піку (2351 м), (острів Піку, Азорські острови) (38°28′ пн. ш. 28°24′ зх. д. / 38.467° пн. ш. 28.400° зх. д.)

### Континентальна Португалія
- Північна точка — біля селища Севіде (Cevide) муніципалітету Мелгасу округу Віана-ду-Каштелу(42°06′ пн. ш. 08°15′ зх. д. / 42.100° пн. ш. 8.250° зх. д.)
- Південна точка — мис Святої Марії, округ Фару (36°57′ пн. ш. 07°53′ зх. д. / 36.950° пн. ш. 7.883° зх. д.)
- Західна точка — Мис Рока, Лісабонський регіон (38°47′ пн. ш. 09°30′ зх. д. / 38.783° пн. ш. 9.500° зх. д.)
- Східна точка — селище Парадела (Paradela) муніципалітету Міранда-ду-Дору округу Браґанса (41°35′ пн. ш. 06°11′ зх. д. / 41.583° пн. ш. 6.183° зх. д.)

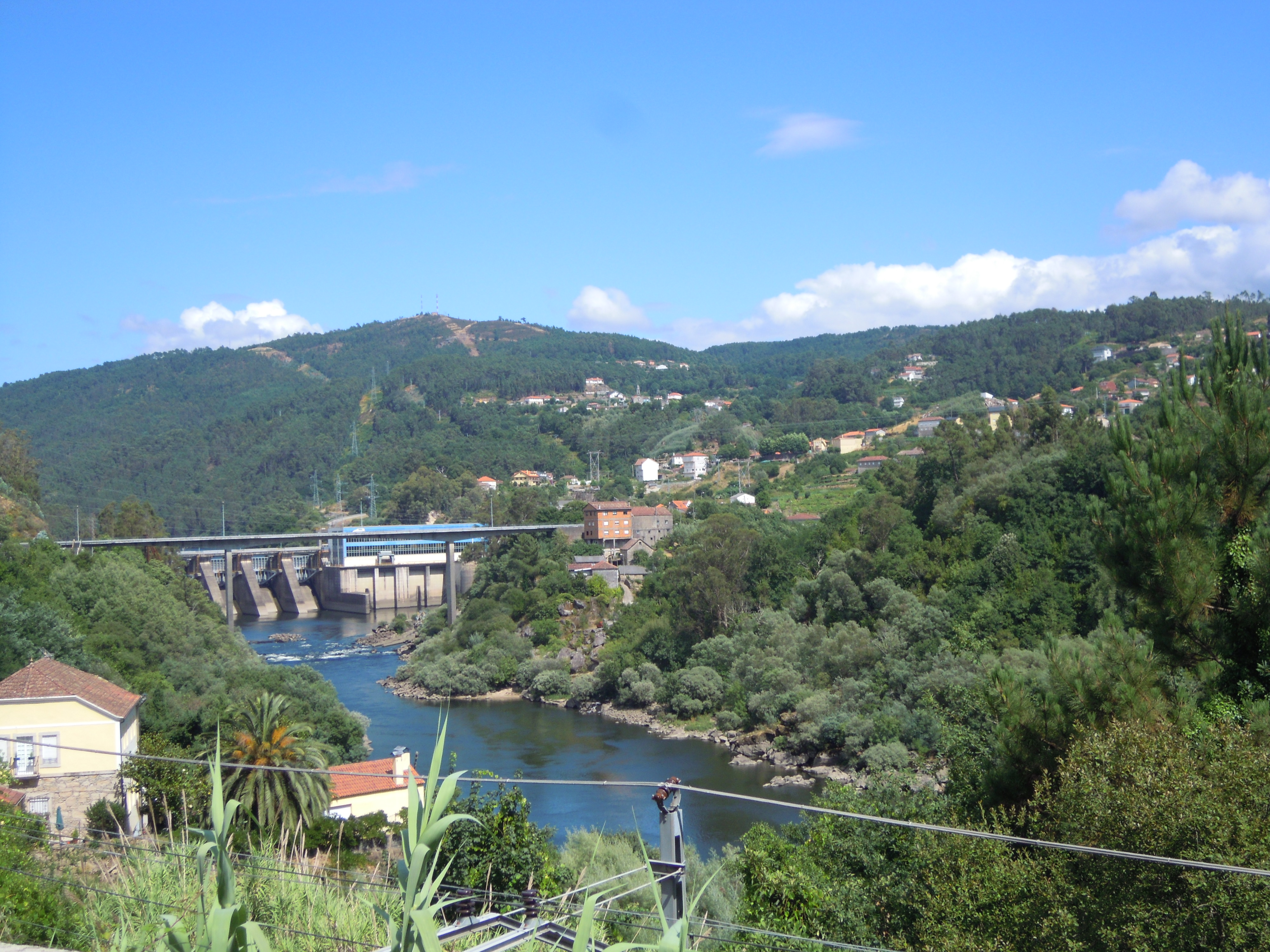
Севіде
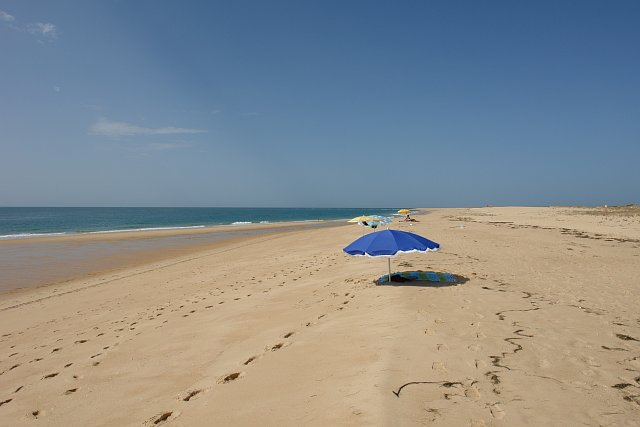
Мис Святої Марії
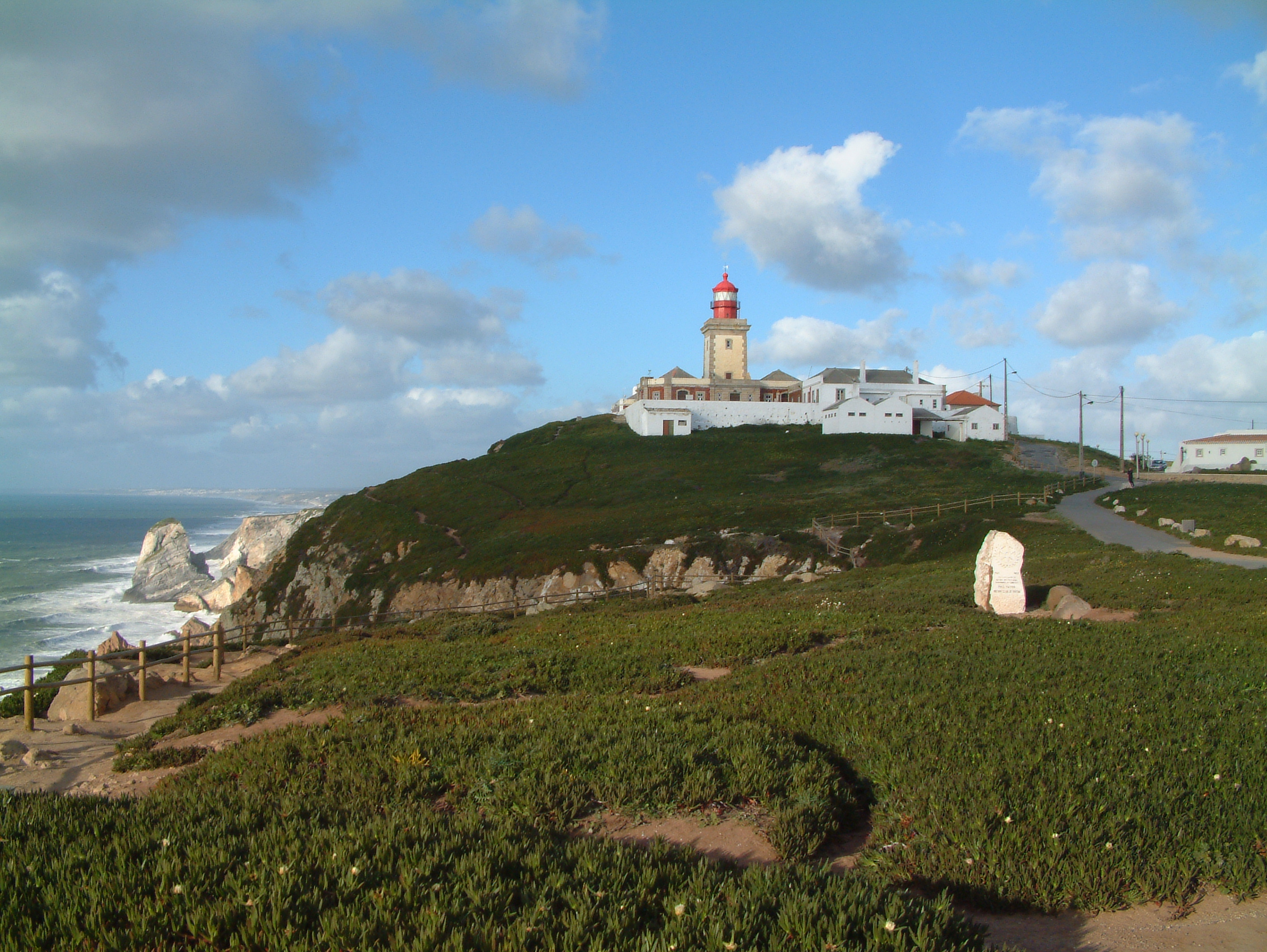
Мис Рока
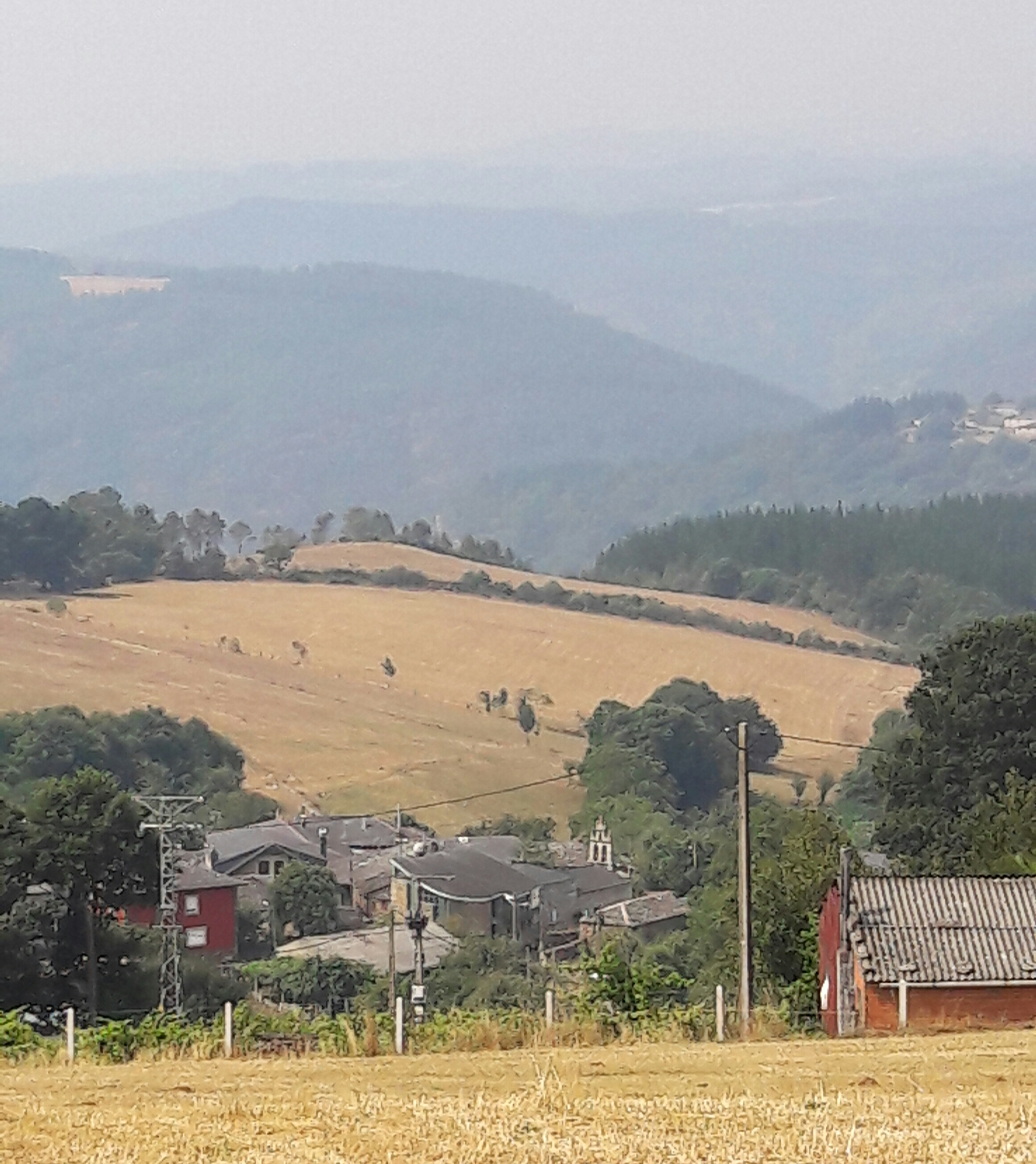
Парадела

- Найвища точка — Гора Торре (1993 м) у гірському хребті Серра-да-Ештрела (40°19′ пн. ш. 7°37′ зх. д. / 40.317° пн. ш. 7.617° зх. д.)
- Найнижчі точки — рівень моря (0 м)